# Krunker.io
Krunker.io — бесплатная многопользовательская браузерная игра в жанре шутера от первого лица, разработанная австралийскими программистами Сидни де Врисом и Винсентом де Врисом и выпущенная в 2018 году.

## Игровой процесс
Цель игры состоит в том, чтобы набирать очки, убивая вражеских игроков или выполняя задачи в разных режимах игры. В игре присутствуют различные режимы, среди которых есть Free-For-All и Team Deathmatch. Для выбора предоставлены 12 карт.

## Отзывы и критика
Krunker.io был признан лучшей .io игрой 2019 года по версии сайта Science Fiction, назвав её «безусловно лучшей адаптацией FPS в браузере», похвалив игру за её «быстрый темп и высокий уровень адреналина». В статье «10 Best Browser Based FPS Games in 2020 (No Download)» Tech News Today назвал Krunker.io лучшей из браузерных шутеров от первого лица 2020 года.